# Townsend's dwergsalamander
Townsend's dwergsalamander (Parvimolge townsendi) is een salamander uit de familie longloze salamanders (Plethodontidae).
Het is de enige soort uit het monotypische geslacht Parvimolge. De soortaanduiding townsendi is een eerbetoon aan Prescott Townsend.
De salamander heeft een gedrongen lichaam met kleine pootjes en een relatief korte staart. De soort is endemisch in Mexico. De habitat bestaat uit tropische, vochtige plaatsen zoals eikenbossen maar ook in plantages. Net als andere longloze salamanders zijn longen afwezig, de ademhaling geschied door de huid en zuurstofopnemend weefsel in de keel.
Over de biologie en levenswijze is weinig bekend, de ontwikkeling vindt waarschijnlijk geheel buiten het water plaats.
Onderfamilie Hemidactyliinae
Aquiloeurycea ·  
Batrachoseps ·  
Bolitoglossa ·  
Bradytriton ·  
Chiropterotriton ·  
Cryptotriton ·  
Dendrotriton ·  
Eurycea ·  
Gyrinophilus ·  
Hemidactylium ·  
Isthmura ·  
Ixalotriton ·  
Nototriton ·  
Nyctanolis ·  
Oedipina ·  
Parvimolge ·  
Pseudoeurycea ·  
Pseudotriton ·  
Stereochilus ·  
Thorius ·  
Urspelerpes
Onderfamilie Plethodontinae
Aneides ·  
Desmognathus ·  
Ensatina ·  
Hydromantes ·  
Karsenia ·  
Phaeognathus ·  
Plethodon ·  
Speleomantes